# Liste der Monuments historiques in Sepvigny
Die Liste der Monuments historiques in Sepvigny führt die Monuments historiques in der französischen Gemeinde Sepvigny auf.

## Liste der Immobilien
| Bezeichnung              | Beschreibung | Standort                  | Kennzeichnung | Schutzstatus | Datum | Bild           |
| ------------------------ | --- | ------------------------- | ------------- | ------------ | ----- | -------------- |
| Kirche St-Èvre           | ehemalige Wehrkirche; Untergeschoss des Turms, 12. Jahrhundert; Schiff, 13. Jahrhundert; Chor, Turm und gewölbe, 14. Jahrhundert; Portal, bezeichnet 1689 | Rue de l’Église (Lage)    | PA00106633    | Classé       | 1908  | weitere Bilder |
| Wegekreuz                | Stein, 16. Jahrhundert | Rue de la Croix (Lage)    | PA00106632    | Classé       | 1909  |                |
| Friedhof von Vieux Astre | Chor der Kapelle, Ende des 12. Jahrhunderts, mit Wandgemälden des 16. Jahrhunderts                                                                        | nördlich des Ortes (Lage) | PA00106631    | Classé       | 1910  | weitere Bilder |

## Liste der Objekte
| Bezeichnung                                          | Beschreibung | Standort                              | Kennzeichnung | Schutzstatus | Datum | Bild |
| ---------------------------------------------------- | --- | ------------------------------------- | ------------- | ------------ | ----- | ---- |
| Grabstein für Mansuy Burey                           | Kalkstein, bezeichnet 1616                                                                                      | in der Kirche St-Èvre (Lage)          | PM55001099    | Classé       | 1993  |      |
| Wegekreuz                                            | Stein, 16. Jahrhundert                                                                                          | Rue de la Croix (Lage)                | PM55001273    | Classé       | 1909  |      |
| Beichtstuhl                                          | Holz, um 1800                                                                                                   | in der Kirche St-Èvre (Lage)          | PM55002360    | Inscrit      | 2003  |      |
| Retabel mit Abendmahlsrelief                         | Kalkstein, farbig gefasst, Ende des 16. Jahrhunderts                                                            | in der Kapelle von Vieux Astre (Lage) | PM55002358    | Inscrit      | 1981  |      |
| Skulptur Madonna mit Kind                            | Stein, farbig gefasst, zweite Hälfte des 16. Jahrhunderts                                                       | in der Kirche St-Èvre (Lage)          | PM55002363    | Inscrit      | 1981  |      |
| Skulptur Heiliger Aper                               | Kalkstein, bezeichnet 1689                                                                                      | außen an der Kirche St-Èvre (Lage)    | PM55002359    | Inscrit      | 2003  |      |
| Grabstein für Simon Maurice und seine Frau Mengeotte | Kalkstein, bezeichnet 1630                                                                                      | in der Kirche St-Èvre (Lage)          | PM55001100    | Classé       | 1993  |      |
| Skulptur eines heiligen Bischofs                     | Stein, farbig gefasst, 15. oder 16. Jahrhundert                                                                 | in der Kirche St-Èvre (Lage)          | PM55002362    | Inscrit      | 1980  |      |
| Zwölf-Apostel-Retabel                                | Stein, farbig gefasst, 17. Jahrhundert                                                                          | in der Kirche St-Èvre (Lage)          | PM55000573    | Classé       | 1944  |      |
| Taufbecken                                           | Stein, bezeichnet 1763                                                                                          | in der Kirche St-Èvre (Lage)          | PM55002361    | Inscrit      | 2003  |      |
| Grabstein für Nicolas Girardin                       | Kalkstein, bezeichnet 1542                                                                                      | in der Kirche St-Èvre (Lage)          | PM55001097    | Classé       | 1993  |      |
| Zwei Seitenaltäre                                    | jeweils Altartisch und Retabel sowie Skulptur des heiligen Nikolaus; Kalkstein, farbig gefasst, bezeichnet 1702 | in der Kirche St-Èvre (Lage)          | PM55000864    | Classé       | 1991  |      |
| Wandgemälde Jüngstes Gericht                         | aus dem 15. Jahrhundert                                                                                         | in der Kapelle von Vieux Astre (Lage) | PM55001274    | Classé       | 1910  |      |
| Grabstein für Legie Wautier                          | Kalkstein, bezeichnet 1528                                                                                      | in der Kirche St-Èvre (Lage)          | PM55001098    | Classé       | 1993  |      |
| Grabstein für den Messire Didier                     | Stein, 16. Jahrhundert                                                                                          | in der Kirche St-Èvre (Lage)          | PM55000572    | Classé       | 1907  |      |